# Hemisphaerius delectabilis
Hemisphaerius delectabilis är en insektsart som beskrevs av Heinrich Christian Friedrich Schumacher 1914. Hemisphaerius delectabilis ingår i släktet Hemisphaerius och familjen sköldstritar. Inga underarter finns listade i Catalogue of Life.